# سدریک اینترتینر
سدریک اینترتِینر (انگلیسی: Cedric the Entertainer؛ زادهٔ ۲۴ آوریل ۱۹۶۴) با نام اصلی سدریک آنتونیو کایلس یک هنرپیشه و صداپیشه اهل ایالات متحده آمریکا است.
از فیلم‌ها یا برنامه‌های تلویزیونی که وی در آن نقش داشته است می‌توان به سرگذشت ناگوار، داستان‌های لمونی اسنیکت ، ماداگاسکار: فرار به آفریقا (صداپیشه)، ماداگاسکار ۳: تحت تعقیب‌ترین‌های اروپا (صداپیشه)، عصر یخبندان ۱ (صداپیشه)، خانه مامان گنده، سنگدلی تحمل‌ناپذیر، سلاطین خیابان، هواپیماها (صداپیشه)، کادیلاک رکوردز ،آرام باش، در خدمت سارا، در عشق هر چیزی به حق است و مرد خانه اشاره کرد.